# Kanti Airport
Kanti Airport är en flygplats i Myanmar.   Den ligger i regionen Sagaingregionen, i den norra delen av landet, 700 km norr om huvudstaden Naypyidaw. Kanti Airport ligger 206 meter över havet.
Terrängen runt Kanti Airport är platt åt sydost, men åt nordväst är den kuperad. Runt Kanti Airport är det mycket glesbefolkat, med 4 invånare per kvadratkilometer. I omgivningarna runt Kanti Airport växer i huvudsak städsegrön lövskog.